# Prosternon aurichalceum
Prosternon aurichalceum is een keversoort uit de familie kniptorren (Elateridae). De wetenschappelijke naam van de soort is voor het eerst geldig gepubliceerd in 1930 door Stepanov.